# Termitaradus mitnicki
Espèce
Termitaradus mitnicki est une espèce éteinte d'hémiptères de la famille des Termitaphididae.
Termitaradus mitnicki n'est connue que dans de l'ambre dominicain présent sur l'île de Saint-Domingue, qui date du Burdigalien et Langhien, soit il y a environ entre 20,4 et 13,8 Ma (millions d'années) .

## Étymologie
Termitaradus mitnicki a été décrit par Michael S. Engel et nommé en l'honneur de Tyler Mitnick.
Deux autres espèces de termites du même genre ont été trouvées dans ce gisement d'ambre dominicain, T. avitinquilinus Grimaldi et Engel, 2008 et T. dominicanus Poinar, 2011.